# 张文龙 (元朝)
张文龙，元朝官员，平江嘉定（今上海市嘉定区）人，張瑄的儿子，张文虎的哥哥。
張瑄和朱清本来是南宋海盗，后来归顺元朝。忽必烈让他们掌握元朝海运。元成宗大德七年（1303年），張瑄、朱清被人诬告谋反，朱清、朱虎父子、張瑄、张文虎父子都被处决。张文龙被流放漠北。张文龙之子张天麟在大德九年（1305年）向皇帝诉冤，元成宗派中书召还张文龙，让他主管日本的商船。元武宗至大初年，转任都水监，依然督管海运。